# Sankt Hans Hospital

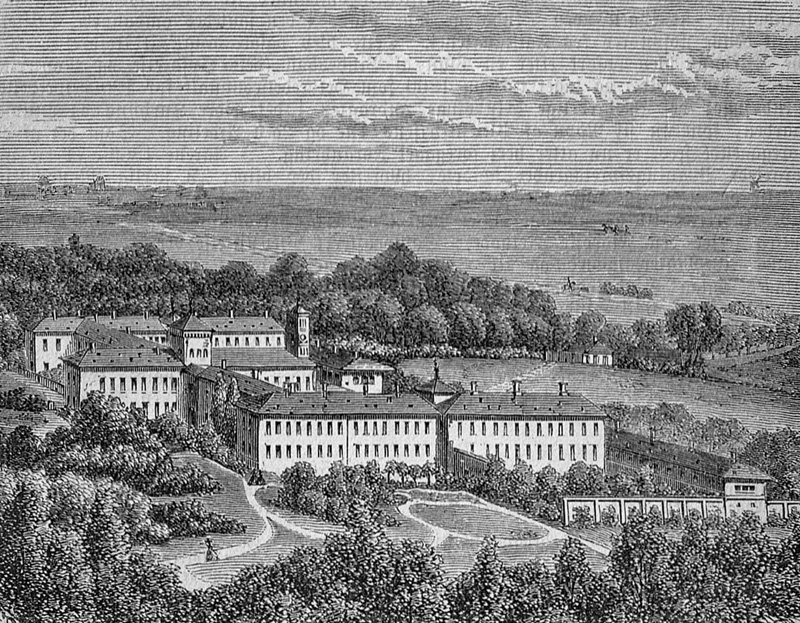
Sct. Hans Hospital omkring 1870.

Sankt Hans Hospital (Sct. Hans Hospital) är Danmarks största[källa behövs] psykiatriska sjukhus, beläget i Roskilde och tillhörande Region Hovedstadens psykiatriverksamhet. Den nuvarande verksamheten är främst inriktad på rättspsykiatri samt patienter med dubbeldiagnos eller med behov av intensiv rehabilitering.

## Historik
Före 1769 var de sinnessjuka i Köpenhamn placerade i så kallade ”pesthus” tillsammans med bl.a. pestsmittade och veneriskt sjuka, men med medel från den förmögne köpmannen Claudi Rosset, kunde magistraten inköpa en byggnad i Köpenhamn och inrätta denna som ett hospital för sinnessjuka. Det nya hospitalet fick namnet Sankt Hans hospital och Claudi Rosset stiftelse.
Hospitalet blev under det engelska bombanfallet mot Köpenhamn 1807 skadat så mycket att en planerad ombyggnad ej genomfördes. Istället föll valet på Bistrupgård vid Roskilde, som 1816 övertog patienterna från det gamla hospitalet.
Sankt Hans tillhörde fram till 1860 fattigvården i Köpenhamn, varefter det övertogs av hospitalsväsendet. Samtidigt blev hospitalet om- och tillbyggt. År 1919 delades det i två separata sjukhus för män resp. kvinnor, men under gemensam administration.